# Отто Вухерер
Отто Вухерер (порт. Otto Edward Henry Wucherer; 7 липня 1820, Порту, Португалія — 7 травня 1873, Баїя, Бразилія) — бразильський лікар, який був одним з перших дослідників філяріїдозів.

## Біографія
Народився в сім'ї нідерландки та німця в Порту, пізніше переїхав до Гамбурга, де працював в аптеці. Він вивчав медицину в Тюбінгенському університеті, отримавши докторський ступінь у 1841 році як учень Фердинанда Готліба фон Гмеліна. Пізніше він практикував у Лондоні в лікарні Святого Варфоломія та в Лісабоні. У 1843 році він переїхав до Бразилії, врешті-решт оселившись у місті Салвадор, Баїя, де він пропрацював лікарем до самої смерті.
У 1866 році Вухерер продемонстрував філярії в сечі пацієнта. Gazeta Médica da Bahia була першою в країні, яка опублікувала роботу Вухерера, засновника бразильської гельмінтології. Його світовій пріоритет у цьому завжди підкреслював відомий бразильський науковець Жозе Франсиско да Сілва Ліма (пол. José Francisco de Silva Lima), хоча це й висвітлено було в провінційній газеті.
Його ім'я присвоєне роду круглих черв'яків Wuchereria і є в наукових назвах двох видів рептилій Elapomorphus wuchereri та Leposternon wuchereri. Ще одним напрямком його досліджень були змії: виявлення їх нових видів, опис морфологічних характеристик, звичок, що дозволяють визначити отруйних змій.
Помер від інфаркту міокарда.